# 博伊策河
53°22′25″N 10°41′50″E / 53.373527°N 10.697239°E

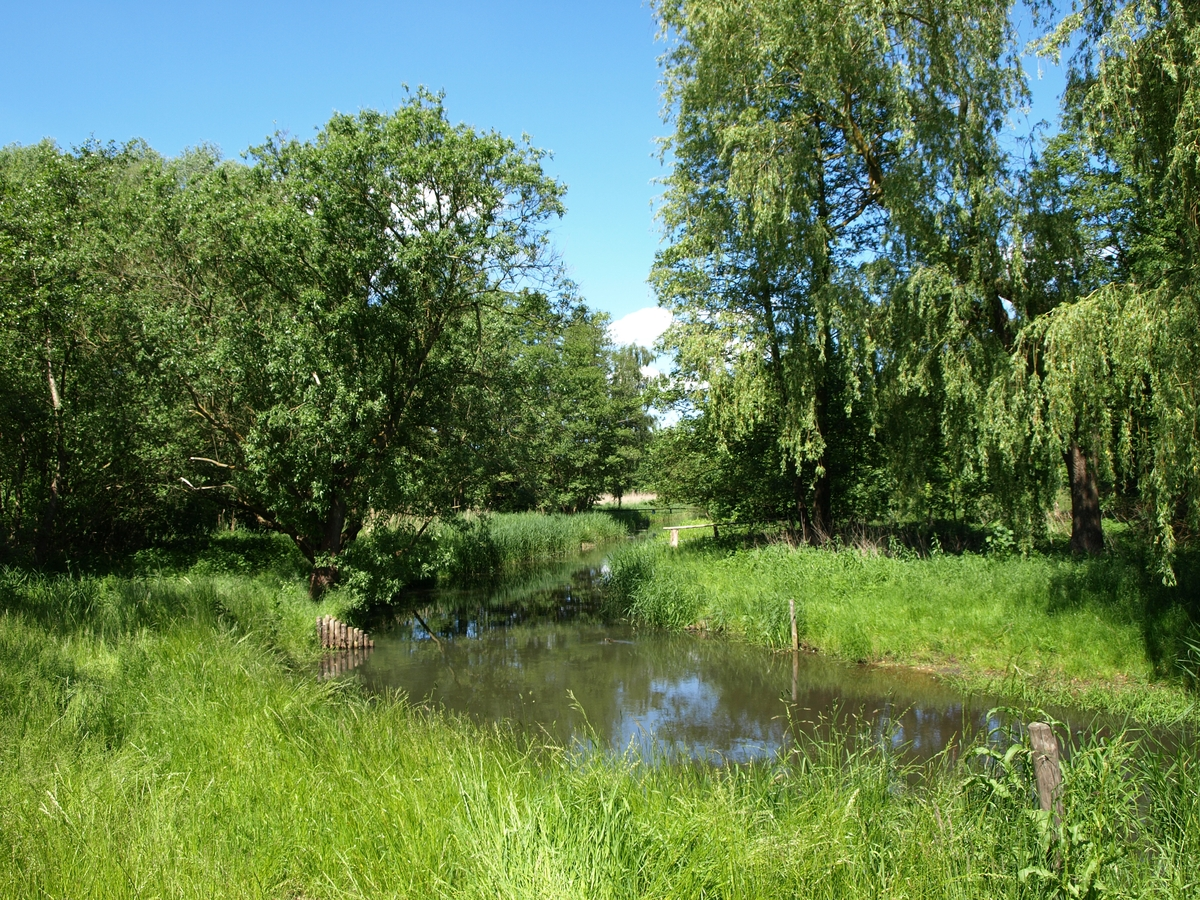
博伊策河

博伊策河（德語：Boize），是德國的河流，位於該國北部，流經石勒蘇益格-荷爾斯泰因州和梅克倫堡-前波美拉尼亞州，屬於蘇德河的支流，河道全長30公里，流域面積204平方公里，河口處在博伊岑堡。